# Prefekt (romerska riket)
Prefekt (latin: praefectus, av praeficere) var i romarriket ursprungligen en titel för civila och militära ämbetsmän som var ställföreträdare. Under konungatiden var praefectus urbis den ämbetsman som förde befälet i staden Rom under konungens frånvaro. Detta fortsatte under republikens första tid för att sedan ersättas av stadspretorn. Kejsar Augustus återupplivade ämbetet  men med helt andra befogenheter. Stadsprefekten innehade den högsta ledningen för polisväsendet och med tiden fick prefekten inflytande över hela Roms ekonomiska och civila förvaltning. Han utsågs av kejsaren på obestämd tid och verkade även i kejsarens närvaro.

## Urval av befattningar
- Praefectus Aegypti – kejsarens representant i Egypten[2]
- Praefectus praetorio – ursprungligen befälhavaren för den romerska kejsarens livgarde, efter 314 höga ämbetsmän praetorianprefekter i rikets förvaltning
- Praefectus urbis – ett ämbete i antikens Rom
- Praefectus castrorum – lägerkommendant i den romerska armén[2]
- Praefectus civitatis – en militär administratör över nyligen errövade områden[2]